# Kleinlobming
Kleinlobming is een plaats en voormalige gemeente in de Oostenrijkse deelstaat Stiermarken.
Kleinlobming telt 715 inwoners.

## Geschiedenis
Kleinlobming maakte deel uit van het district Knittelfeld tot dit op 1 januari fuseerde met het district Judenburg tot het huidige district Murtal. Op diezelfde dag fuseerde Kleinlobming met Großlobming. De fusiegemente heette aanvankelijk ook Großlobming maar nam op 1 januari 2016 de naam Lobmingtal aan.
- Gemeinsame Normdatei: 10064500-8
- Virtual International Authority File: 125285240